# Helina sublaxifrons
Helina sublaxifrons este o specie de muște din genul Helina, familia Muscidae, descrisă de Xue și Cao în anul 1986. Conform Catalogue of Life specia Helina sublaxifrons nu are subspecii cunoscute.